# War Don Don
War Don Don ist ein US-amerikanischer Dokumentarfilm, der vor allem in Sierra Leone gedreht wurde und sich mit dem Bürgerkrieg in Sierra Leone auseinandersetzt.
Der Film behandelt den Sondergerichtshof für Sierra Leone, in dem unter anderem der Kriegsverbrecher Issa Sesay der Revolutionary United Front (RUF) verurteilt wurde. Vor allem wird das Aufeinandertreffen zwei gänzlich verschiedener Blickwinkel, zu einem Sesay als Täter, zum anderen Sesay als Held, der schlussendlich den Frieden nach Sierra Leone gebracht hat, beleuchtet.

## Auszeichnungen
- 2010: Boston Independent Film Festival; Bester Dokumentarschnitt Karen Schmeer Award
- 2010: SXSW Film Festival; Beste Dokumentation
- 2010: Taiwan International Documentary Film Festival; Bester internationaler Film
- 2011: Emmy-Nominierungen
  - Outstanding Individual Achievement in a Craft: Editing
  - Outstanding Continuing Coverage of a News Story – Long Form[1]